# 波德登比采縣

51°54′N 18°58′E / 51.900°N 18.967°E
波德登比采縣（波蘭語：Powiat poddębicki），是波蘭的縣份，位於該國中部，由羅茲省負責管轄，首府設於波德登比采，面積881平方公里，2006年人口42,195，人口密度每平方公里48人。